# École de Brive

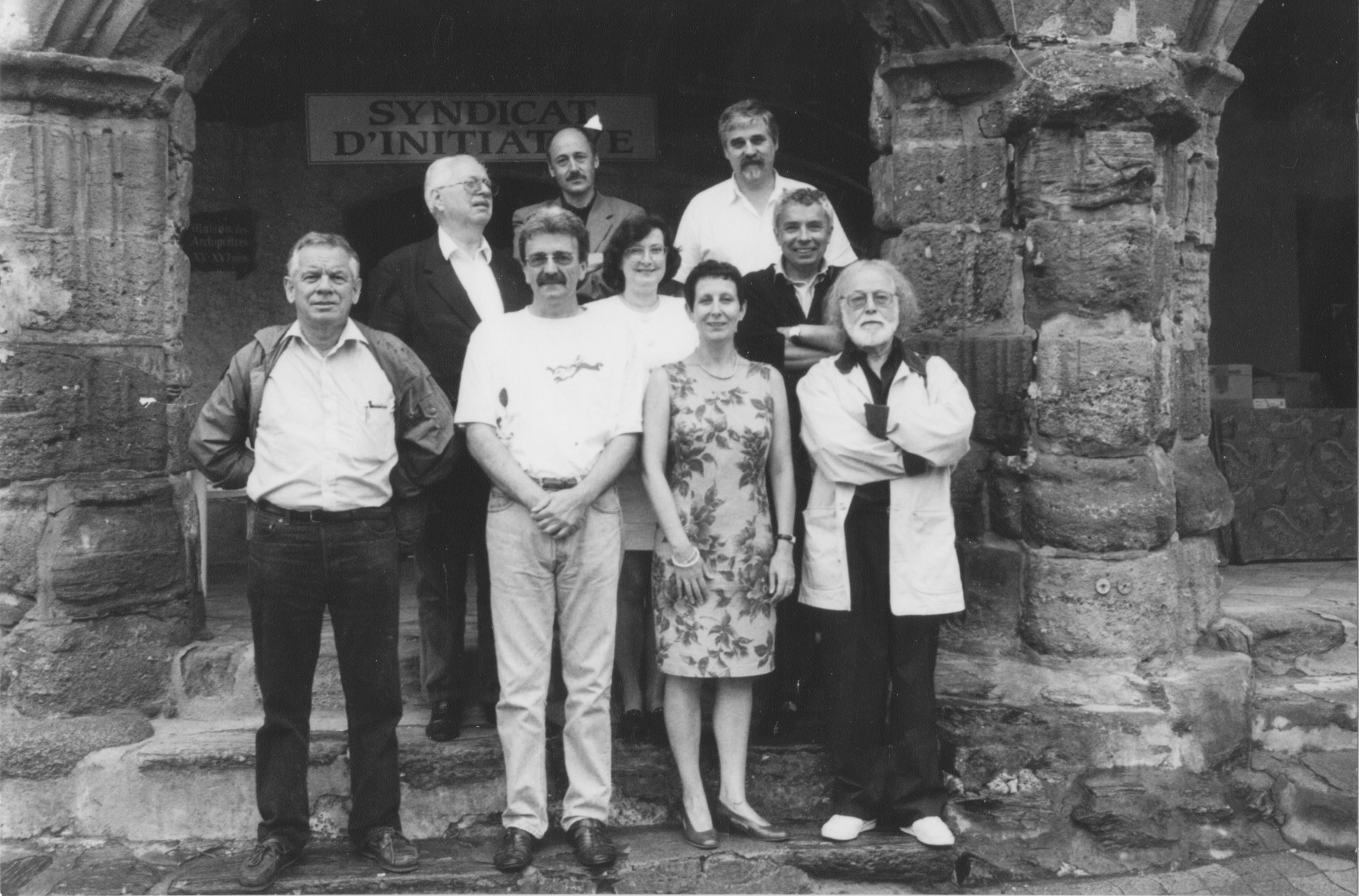
Les écrivains de l'école de Brive à Lubersac en 1997

L'école de Brive est un courant contemporain du roman de terroir.

## Historique
À la suite de la publication de la trilogie romanesque de Claude Michelet, Les Gens de Saint Libéral (évocation du monde agricole dans le bassin de Brive à partir du début du XXe siècle, 1979), plusieurs écrivains se lancent dans l'écriture de romans de type réaliste centrés sur l'univers de la ruralité,.
Pour la caricaturer, la critique littéraire Vanessa Postec la définit comme « vie de nos campagnes et confit de canard ».
Fondée en 1973, la foire du livre de Brive-la-Gaillarde avec son « train du livre » gastronomique et alcoolisé, son foie gras, ses prix littéraires du terroir (prix de la langue française et prix Terre de France), ses écrivains et son public populaires, en est le symbole et la concrétisation.
Sont généralement considérés comme membres de l'école de Brive les écrivains suivants, :
- Gilbert Bordes (1948-)
- Colette Laussac (1946-)
- Claude Michelet (1938-2022)
- Martine-Marie Muller (1954-)
- Jacques Peuchmaurd (1923-2015)
- Michel Peyramaure (1922-2023)
- Yves Portier-Réthoré (1949-)
- Jean-Guy Soumy (1952-)
- Denis Tillinac (1947-2020)
- Yves Viollier (1946-)
- Christian Signol (1947-)

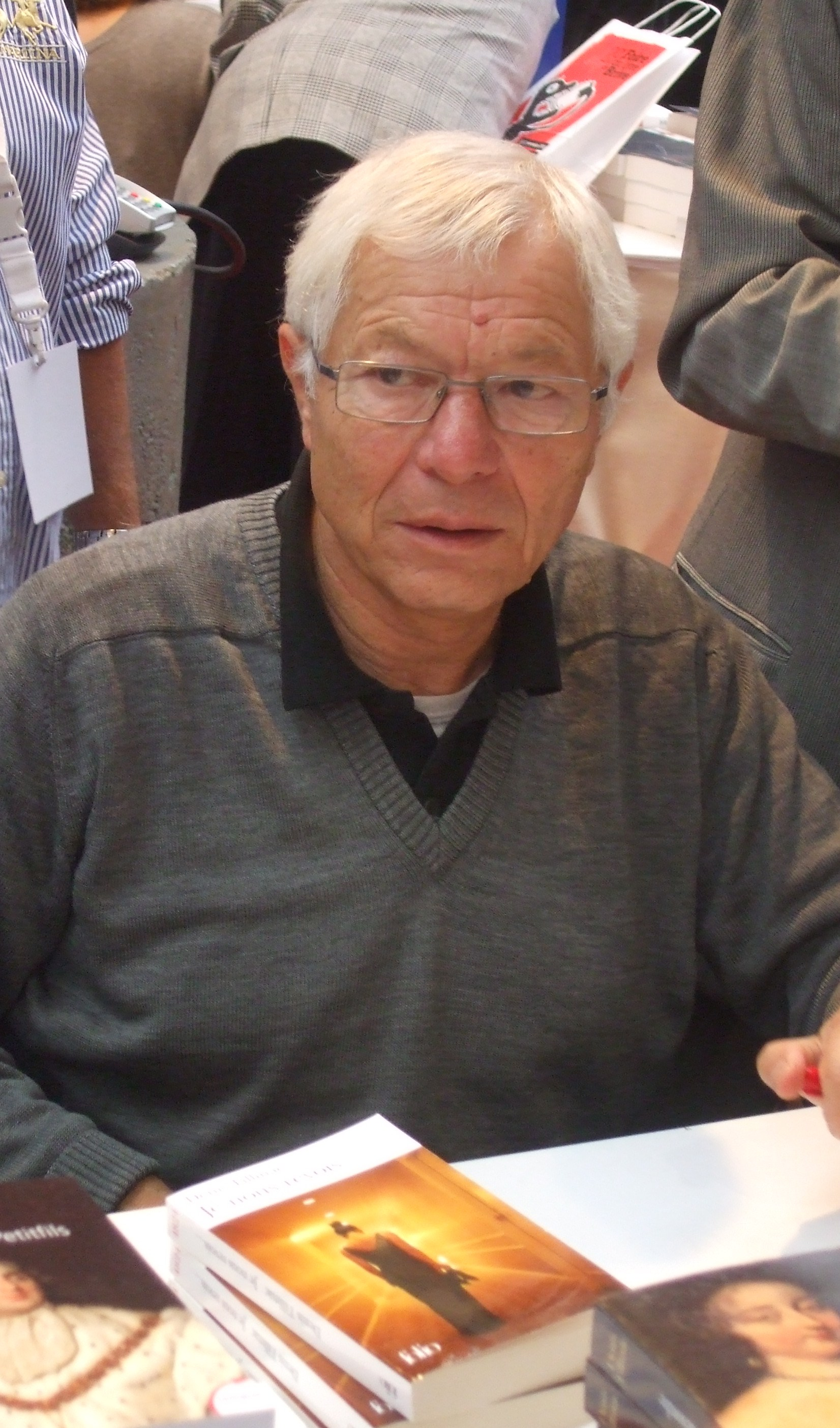
Denis Tillinac.
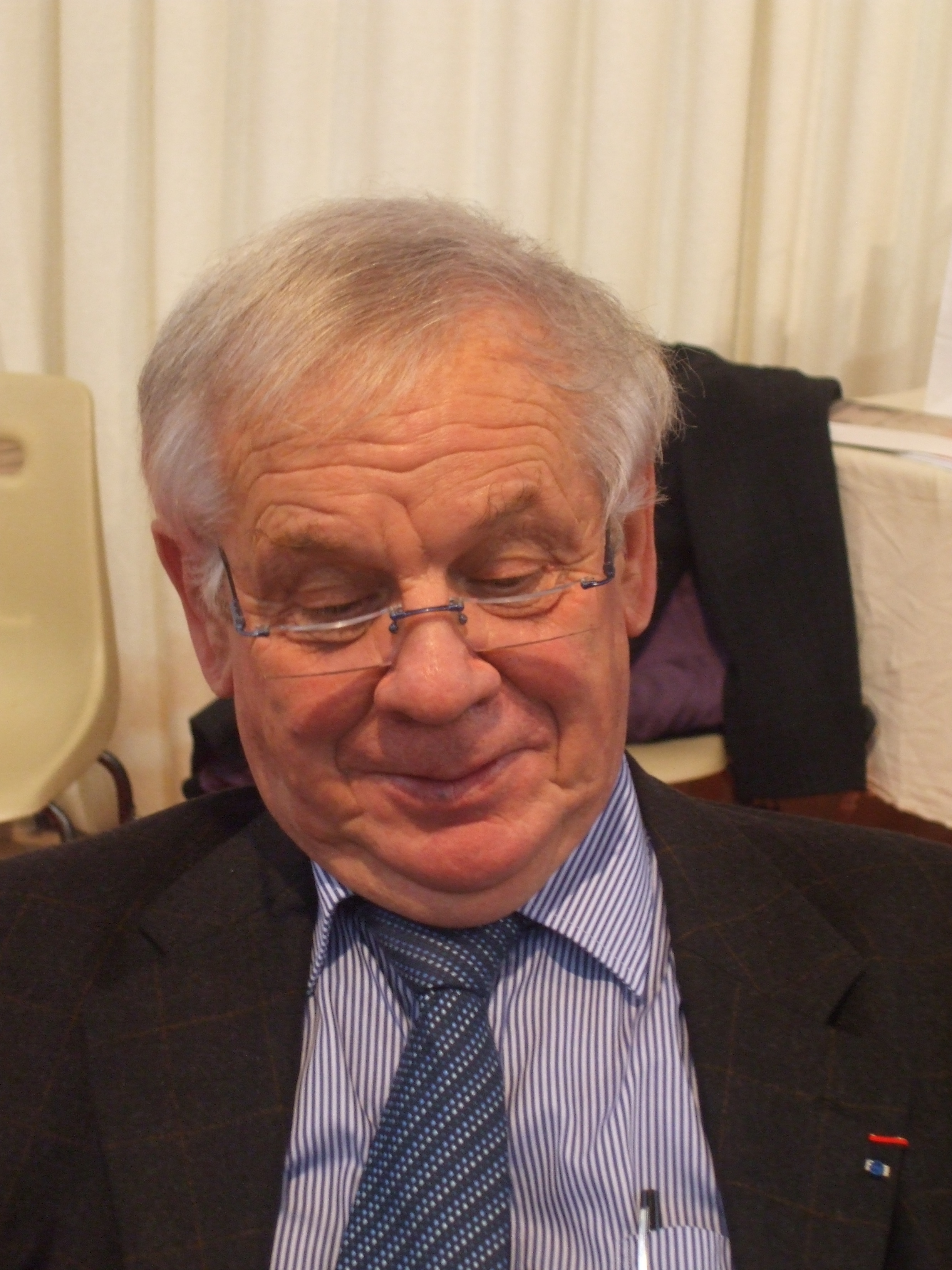
Claude Michelet.
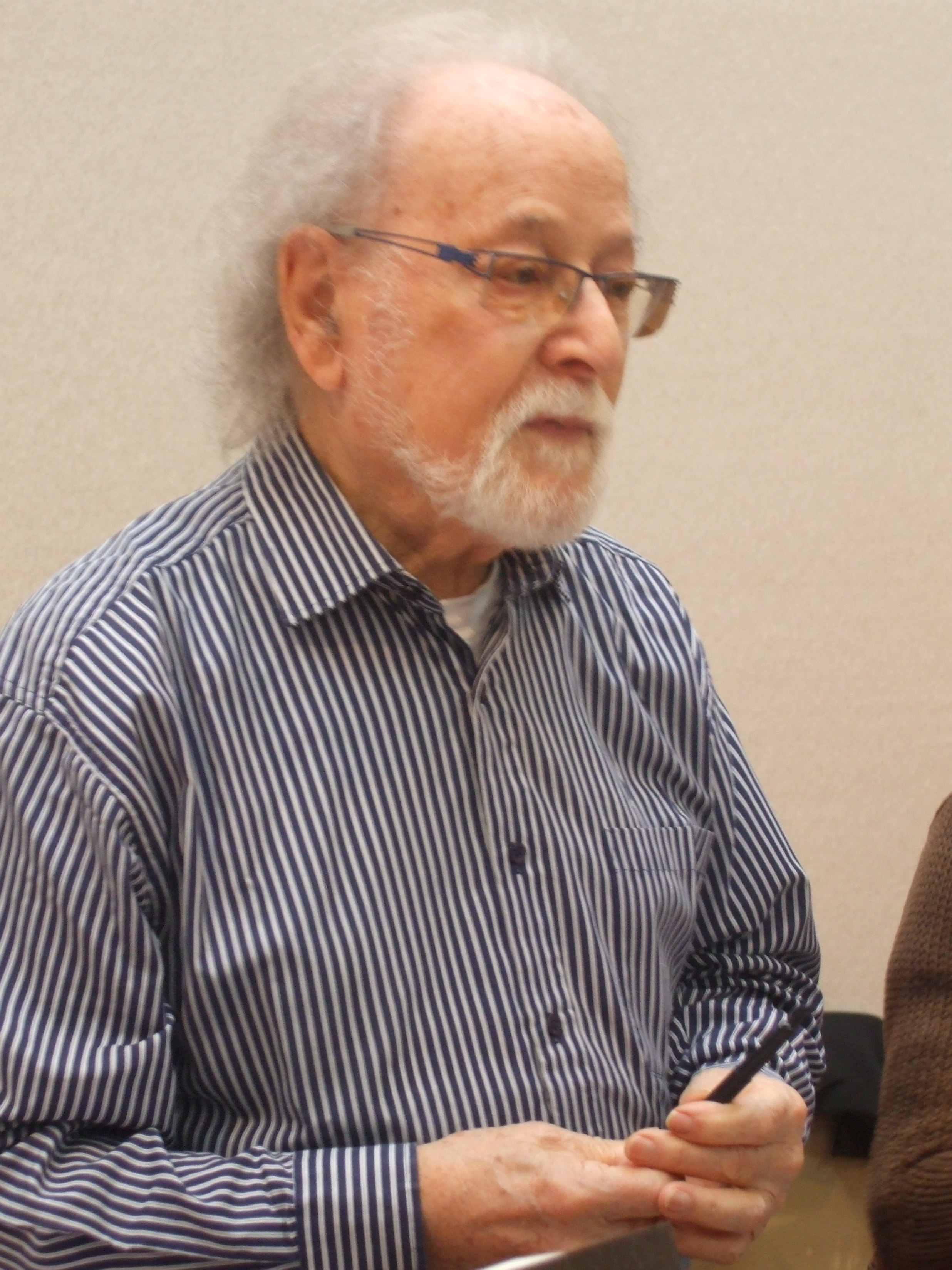
Michel Peyramaure.
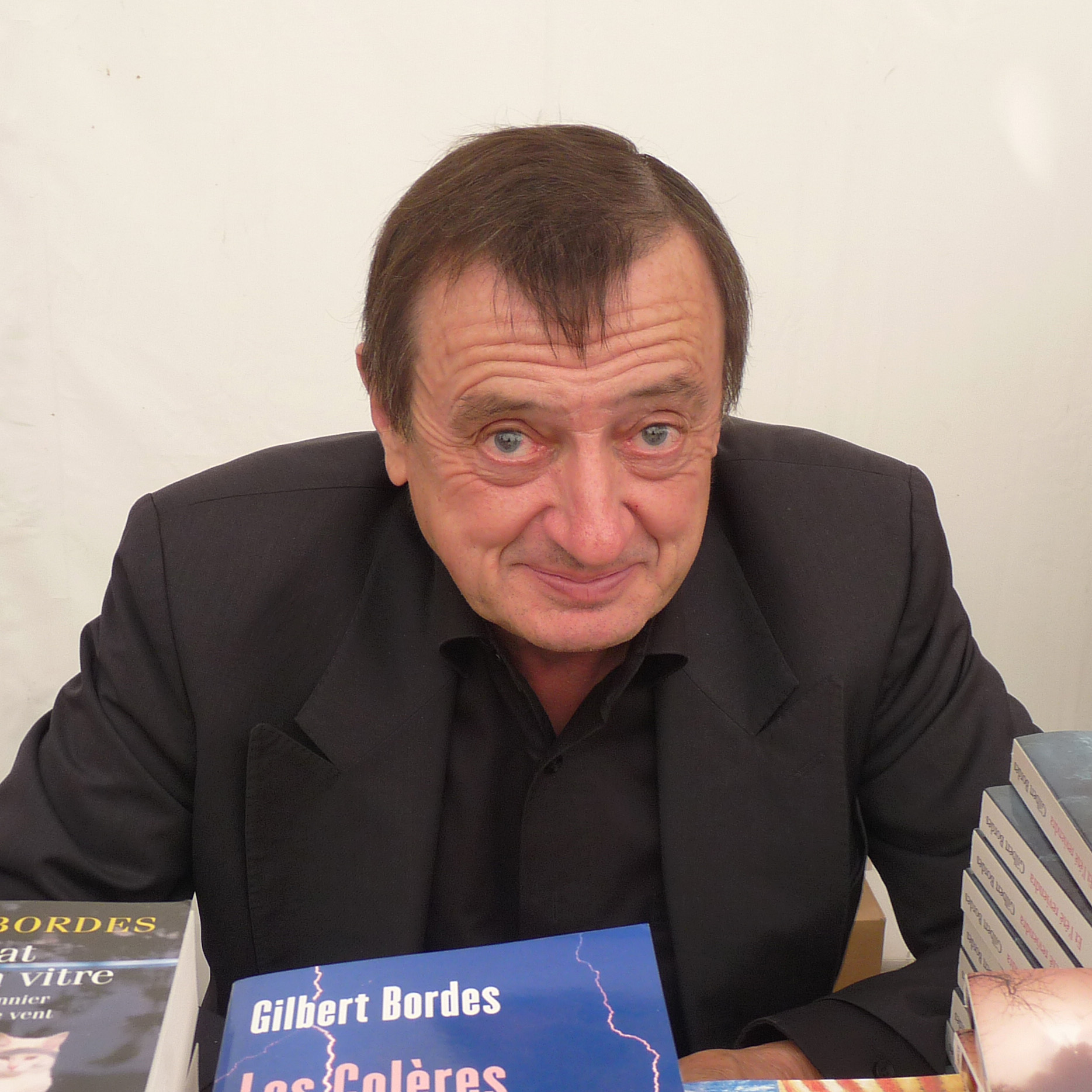
Gilbert Bordes.
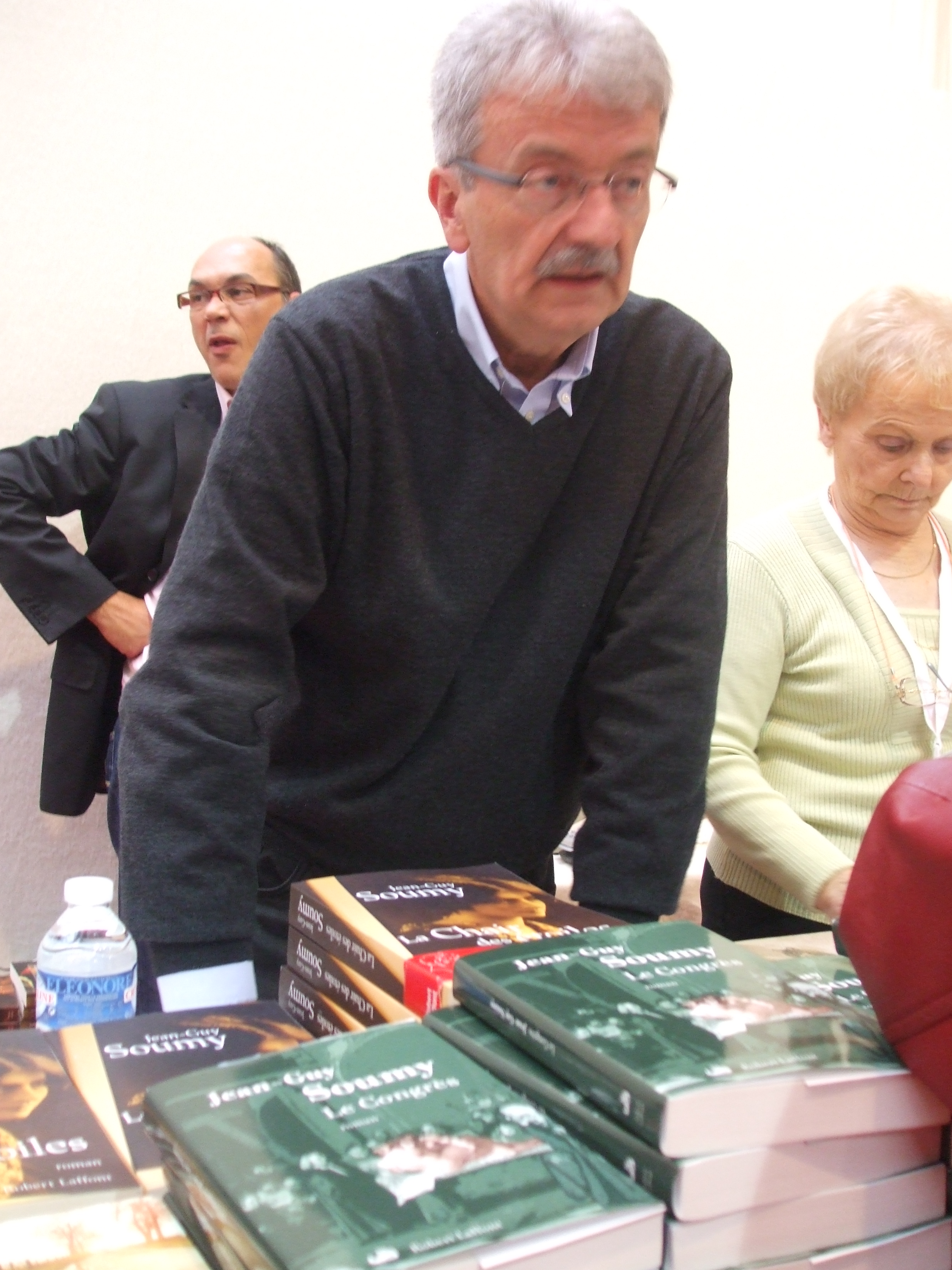
Jean-Guy Soumy.

C'est en voulant s'opposer à l'étiquette de « roman de terroir » qui leur avait été apposée que Yves Viollier, Jean-Guy Soumy, Gilbert Bordes et Claude Michelet fondèrent fin 2008 la NEB, ou Nouvelle école de Brive.